# Солодкий провулок
Соло́дкий прову́лок — провулок у Дарницькому районі міста Києва, селище Бортничі. Пролягає від вулиці Євгенія Харченка до Хвойної вулиці.
Прилучається Переяславська вулиця.

## Історія
Виник у середині XX століття під назвою 1-й провулок Комінтерну, на честь Комуністичного інтернаціоналу. Сучасна назва — з 2015 року.